# Julius Pagel

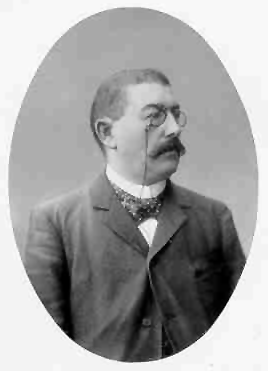
Julius L. Pagel, um 1900

Julius Leopold Pagel (* 29. Mai 1851 in Pollnow, Hinterpommern; † 30. Januar 1912 in Berlin) war ein deutscher Arzt und Medizinhistoriker.

## Leben
Julius Pagel studierte an der Friedrich-Wilhelms-Universität zu Berlin Medizin. Zu seinen Lehrern gehörten Emil du Bois-Reymond, Rudolf Virchow und August Hirsch. Nach der Promotion 1875 mit einer Arbeit über die Geschichte der Göttinger medizinischen Schule im 18. Jahrhundert arbeitete er zunächst als Arzt bei der Berliner Stadtverwaltung und ließ sich 1876 als praktischer Arzt in der Stadt nieder. Nebenher forschte und unterrichtete er Medizingeschichte. Er habilitierte sich 1891 für Geschichte der Medizin. 1898 wurde Pagel als Titularprofessor an die Friedrich-Wilhelms-Universität berufen. Ab 1901 war er außerordentlicher Professor. 1902 erhielt Ernst Schweninger den seit 1894 vakanten und von Pagel erhofften Lehrstuhl für Medizingeschichte. Schweninger war früher der Leibarzt von Otto von Bismarck gewesen und erhielt den Lehrstuhl wie auch zuvor den für Dermatologie (wobei er Georg Richard Lewin verdrängte) nur aufgrund von politischer Protektion, auf medizinhistorischem oder medizin-geographischem Gebiet hatte er nicht veröffentlicht. Auch hier gab es wie bei der Berufung Schweningers zum Dermatologieprofessor Proteste, in diesem Fall organisiert von Karl Sudhoff und Johann Hermann Baas.
Julius Pagel war Mitglied der Mittwochsgesellschaft.
Sein Sohn Walter Pagel (1898–1983) war Pathologe und Medizinhistoriker. Der Sohn Albert Pagel (* 1885) und die Tochter Charlotte Pagel (* 1894) wurden 1942 von Tübingen aus in das Ghetto Theresienstadt deportiert und 1943 in das KZ Auschwitz-Birkenau, wo sie ermordet wurden. Sie wurden durch einen Beschluss des Amtsgerichts Tübingen aus dem Jahr 1959 zum 26. Januar 1945 für tot erklärt.

## Schriften (Auswahl)
- Neue litterarische Beiträge zur mittelalterlichen Medicin. Reimer, Berlin 1896, urn:nbn:de:hbz:061:2-14206.
- Die Entwickelung der Medicin in Berlin von den ältesten Zeiten bis auf die Gegenwart: eine historische Skizze; Festgabe für die Mitglieder und Theilnehmer des 15. Congresses für Innere Medizin. Bergmann, Wiesbaden 1897.
- Medizinisch Historische Bibliographie. Band 1. 1898.
- Einführung in die Geschichte der Medizin in 25 akademischen Vorlesungen. Karger, Berlin 1898; 2. Auflage, hrsg. von Karl Sudhoff, ebenda 1915; 3. und 4. Auflage, unter dem Titel Kurzes Handbuch der Geschichte der Medizin hrsg. von Karl Sudhoff, ebenda 1922.
- Heinrich von Bamberger. In: Allgemeine Deutsche Biographie. Band 46, 1902, S. 192–193.
- Karl Adolf Jakob Christian Gerhardt. In: Biographisches Jahrbuch. Band 7, 1905, S. 87–88.
- Zeittafeln zur Geschichte der Medizin. Hirschwald, Berlin 1908.

## Herausgeberschaften
- Die Anatomie des Heinrich von Mondeville. Nach einer Handschrift der Königlichen Bibliothek zu Berlin vom Jahre 1304. Berlin 1889.
- Die Chirurgie des Heinrich von Mondeville (Hermondaville) nach dem Berliner und drei Pariser Codices. In: Langenbecks Archiv für Klinische Chirurgie. Band 40, 1890, S. 253 ff., Band 41, 1891, S. 968 ff., und Band 42, 1891, S. 172 ff.
- Leben, Lehre und Leistungen des Heinrich von Mondeville (Hermondaville). Ein Beitrag zur Geschichte der Anatomie und Chirurgie. Teil I: Die Chirurgie des Heinrich von Mondeville (Hermondaville), nach Berliner, Erfurter und Pariser Codices zum ersten Male – nebst einer Abhandlung über Synonyma und einem Glossar von Moritz Steinschneider. Berlin 1892.
- Die Areolae des Johannes de Sancto Amando (13. Jahrhundert). Ein Beitrag zur Literaturgeschichte der Arzneimittellehre im Mittelalter. Reimer, Berlin 1893, urn:nbn:de:hbz:061:2-31928.
- Die Concordanciae des Johannes de Sancto Amando, nach einer Berliner und zwei Erfurter Handschriften zum ersten Male hrsg. nebst einem Nachtrage über die Concordanciae des Petrus de Sancto Floro. Berlin 1894.
  - Nachträge zu den „Concordanciae des Johannes de Sancto Amando“. Aus den Concordanciae des Petrus de Sancto Floro (14. Jahrhundert). In: Julius Leopold Pagel: Neue litterarische Beiträge zur mittelalterlichen Medicin. (Festschrift Moritz Steinschneider) Berlin 1896, S. 1–120.
- Biographisches Lexikon hervorragender Ärzte des neunzehnten Jahrhunderts. Urban & Schwarzenberg, Berlin / Wien 1901; unveränderter Neudruck Basel und München 1989.
- mit Max Neuburger: Handbuch der Geschichte der Medizin. 3 Bände. Fischer, Jena 1902–1905.